# 諜網暗戰
是根據1987年的Bill Granger所著小說《There Are No Spies》而改編的美国动作電影。由皮雅斯·布士南領銜主演，扮演一名CIA中情局特工，而拍檔的女演員則是之前曾在《新鐵金剛之量子殺機》中擔任邦女郎的烏克蘭演員歐嘉·柯瑞蘭寇，美国於2014年8月27日上映。

## 內容簡介
一個前CIA中央情報局探員（皮雅斯·布士南 飾演），被召回執行一個私人任務，因此被捲入了一場牽涉CIA高層及俄羅斯總統選舉的致命陰謀中，並和他曾經訓練過的得意弟子（路克·布萊西 飾演）成了敵對狀態。

## 评价
IMDb評價6.3分，烂番茄新鲜度36%，媒体综评38分，整體來說口碑稍偏負面。

## 外部連結
- 官方网站
- 互联网电影数据库（IMDb）上《諜網暗戰》的资料（英文）
- 爛番茄上《諜網暗戰》的資料（英文）
- Metacritic上《諜網暗戰》的資料（英文）
- Box Office Mojo上《諜網暗戰》的資料（英文）
- AllMovie上《諜網暗戰》的资料（英文）